# Cinara nuda
Cinara nuda är en insektsart som beskrevs av Alexandre Mordvilko 1895. Enligt Catalogue of Life ingår Cinara nuda i släktet Cinara och familjen långrörsbladlöss, men enligt Dyntaxa är tillhörigheten istället släktet Cinara och familjen barkbladlöss. Arten är reproducerande i Sverige. Inga underarter finns listade i Catalogue of Life.